# 膀胱腸瘻管
膀胱腸瘻管（Vesicointestinal fistula），又稱腸膀胱瘻管（Intestinovesical fistula）是膀胱於腸道之間的瘘管。

## 形式
膀胱腸瘻管瘘管能夠依據其發生的位置給予更精確的命名：
- 膀胱小腸瘻管（vesicointestinal）[1][2][3]
- 膀胱結腸瘻管：（vesicocolic）[4]
- 膀胱直肠瘻管：（vesicorectal）[5]

## 病因
造成膀胱腸瘻管的原因包含：
- 憩室炎：最常見，約65 - 79%。此類幾乎全為膀胱結腸瘻管。
- 結腸直腸癌：約 10–20 %
- 克隆氏症：約5–7%
- 放療
- 闌尾炎
- 外傷

## 症狀及徵象
糞便可能會由瘻管進入到膀胱，可能會造成氣尿及糞尿的情形。

## 診斷
膀胱腸瘻管的診斷方法包含：
- 膀胱镜
- 大腸鏡
- 罌粟籽測試（Poppy seed test）[7]
- 經腹超聲波造影（Transabdominal ultrasonography）
- 腹骨盆電腦斷層
- MRI
- 大腸鋇劑灌腸造影
- Bourne test（英语：Bourne test）[8]
- 膀胱尿道攝影檢查（英语：Cystography）

關於診斷，有些流程可以參考。